# ایگنچه (شهرستان آئورگازینسکی، باشقیرستان)
ایگنچه (به لاتین: Igenche) یک منطقهٔ مسکونی در روسیه است که در باشقیرستان واقع شده‌است.